# Kuźnia Raciborska
Kuźnia Raciborska (udtale:[ˈkuʑɲa rat͡ɕiˈbɔrska], tysk: Ratiborhammer)  er en by i den sydvestlige  del af  voivodskabet Schlesien i  det sydlige Polen. Byen   har 4.794(2021) indbyggere og et areal på 31,75 km², og er en del af  powiatet Racibórz.

## Geografi
Kuźnia Raciborska er en del af den historiske region Øvre Schlesien og ligger på den vestlgrænse af voivodskabet Schlesien  til Voivodskabet Opole, i den vestlige del af Rybnikplateauet, 13  km nordøst for Racibórz. Floden Ruda løber gennem byen og løber ud i Oder ved den vestlige grænse af kommunen. Sandjord og nåleskove dominerer i det kommunale område, og kommunen ligger midt i den omfattende landskabspark ved Cistercienserklosteret Groß Rauden.